# Steccherinum
Steccherinum là một chi nấm trong họ Meruliaceae. Chi này phân bố khắp nơi và có 33 loài.

## Các loài
- Steccherinum aggregatum
- Steccherinum alaskense
- Steccherinum albidum
- Steccherinum albofibrillosum
- Steccherinum basibadium
- Steccherinum bourdotii
- Steccherinum ciliolatum
- Steccherinum confragosum
- Steccherinum cremeoalbum
- Steccherinum ethiopicum
- Steccherinum fimbriatum
- Steccherinum galeritum
- Steccherinum gilvum
- Steccherinum labeosum
- Steccherinum laeticolor
- Steccherinum lanestre
- Steccherinum lusitanicum
- Steccherinum meridiochraceum
- Steccherinum ochraceum
- Steccherinum oreophilum
- Steccherinum peckii
- Steccherinum peruvianum
- Steccherinum rawakense
- Steccherinum reniforme
- Steccherinum resupinatum
- Steccherinum robustius
- Steccherinum russum
- Steccherinum scalare
- Steccherinum scruposum
- Steccherinum straminellum
- Steccherinum subcrinale
- Steccherinum tenue
- Steccherinum willisii
- Steccherinum zeylanicum